# Rhiziner
Rhiziner är namnet på en del av vissa lavar, vilka fungerar som vidhäftningsorgan mot underlaget. De har oftast formen av rotliknande små utskott. Rhizinerna har dock ingen aktiv närings- eller vattenuppsamlande funktion, som roten hos kärlväxter.